# مسجد ساعتلي
مسجد ساعتلي (بالأذرية: Saatlı məscidi)‏، بالإنجليزية: Saatli Mosque، بالروسية: Мечеть Саатлы، بالفارسية: مسجد ساعتلی): هو مسجد يقع في مدينة شوشا، أذربيجان. كان تحت سيطرة القوات الأرمينية منذ الاستيلاء على شوشا في 8 مايو 1992، حتى استعادة المدينة من قبل أذربيجان في 8 نوفمبر 2020.

## التاريخ
تم بناء مسجد ساعتلي في 1883 في نفس الحي في مدينة شوشا. ساعتلي هو أحد الأحياء العليا في شوشا التي تأسست في القرن التاسع عشر. باعتباره منتجًا آخر للمهندس المعماري الأذربيجاني البارز كربلايى سافي خان قاراباغي، فإن المسجد ومآذنه يتبعان تصميم المساجد السابقة في شوشا: مسجد يوخاري غوهار آغا ومسجد أشاغي غوهار آغا ومسجد الجمعة في أغدام. يعتبر مسجد ساعتلي أحد التحف الفنية الأخيرة لـكربلايى سافي خان قاراباغي، والذي بني بمئذنتين. يحتوي المسجد على قاعة صلاة ذات ثلاثة أروقة ومئذنة من الطوب مزخرفة بنقوش خاصة تتناسب مع الهندسة المعمارية في قره باغ.